# John Adams-Acton
John Adams-Acton, född 11 december 1834 i Acton i Middlesex i Storbritannien, död 28 oktober 1910, var en brittisk skulptör. 
Han studerade vid Royal Academy i London och sedan i Rom under John Gibson. Han modellerade dels porträttstatyer och byster med stor karakteristik i utförandet, dels idealfigurer och minnesvårdar.
Han var gift med romanförfattarinnan Marion Adams-Acton.